# Nanna Christiansen
Nanna Christiansen (* 17. Juni 1989) ist eine dänische Fußballspielerin. Die Mittelfeldspielerin spielt seit 2007 mit einer kurzen Unterbrechung für Brøndby IF und von 2009 bis 2021 in der dänischen Nationalmannschaft.

## Karriere

### Vereine
Christiansen begann als Achtjährige bei BK Skjold. 2006 wurde sie als dänisches Talent des Jahres ausgezeichnet. 2007 wechselte sie zum dänischen Meister Brøndby IF. Mit dem Verein wurde sie 2008, 2011, 2012, 2013, 2015 und 2017 Meister in ihrer Heimat und gewann 2010, 2011, 2012, 2013, 2014, 2015 und 2017 den Pokal. Dabei wurde sie 2017 mit 18 Toren Torschützenkönigin der Liga.

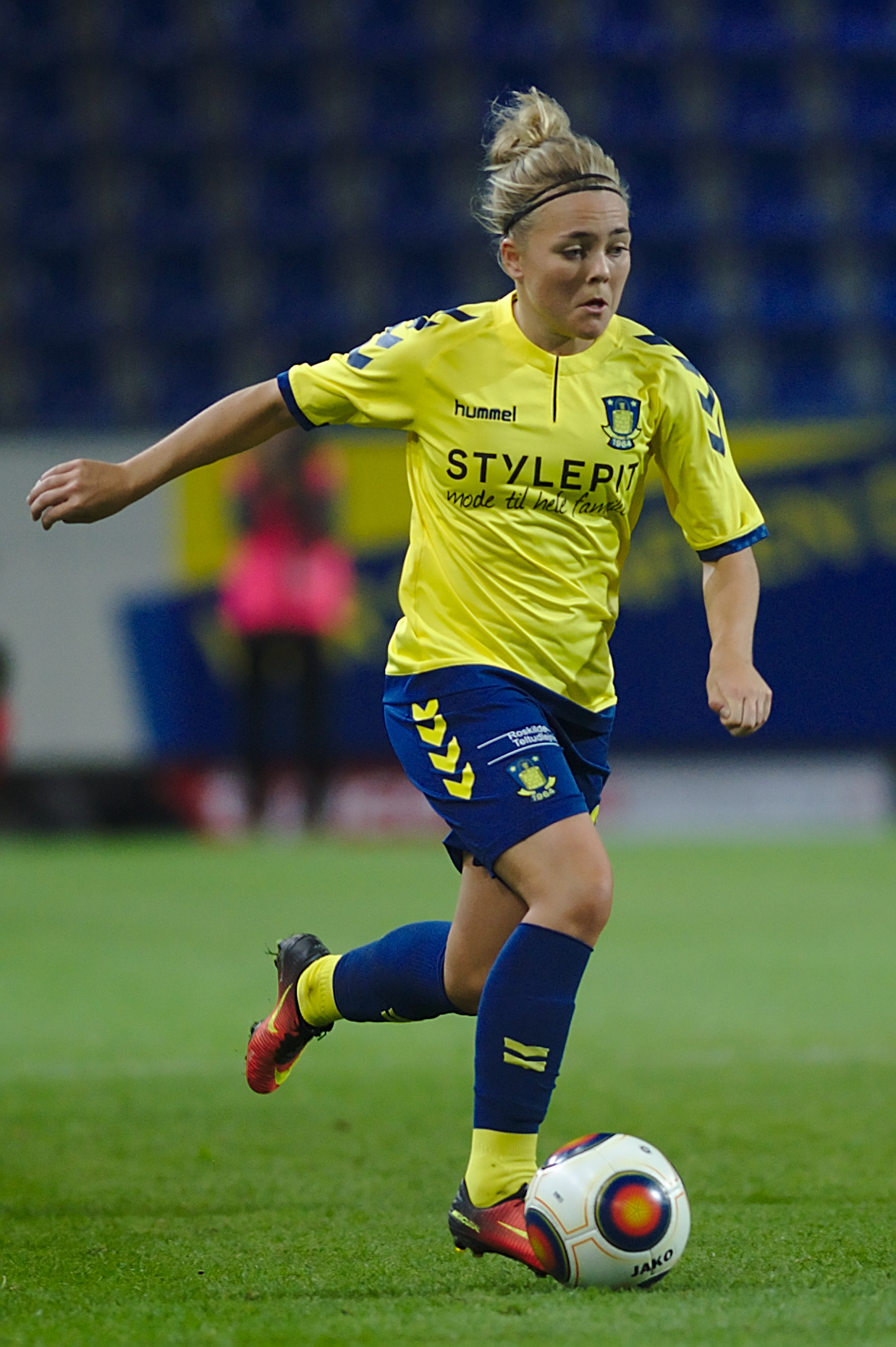
Christiansen am 5. Oktober 2016 beim CL-Spiel gegen SKN St. Pölten

Auf europäischer Ebene erreichte sie mit Brøndby das Viertelfinale des UEFA Women’s Cup 2007/08, scheiterte dort aber nachdem beide auswärts mit 1:0 gewonnen hatten im Elfmeterschießen am italienischen Meister ASD CF Bardolino. In der Saison 2008/09 wurde erneut das Viertelfinale erreicht, diesmal wurden aber beide Spiele gegen den russischen Meister Swesda 2005 Perm verloren (2:4 und 1:3). In der UEFA Women’s Champions League 2009/10 war dann bereits im Achtelfinale Schluss, wo die Däninnen gegen den späteren Sieger 1. FFC Turbine Potsdam mit 0:1 und 0:4 verloren. Auf dem Weg dorthin hatte Nanna in der Gruppenphase zwei Tore erzielt und dazu beigetragen, dass Brøndby diese als Gruppensieger abschloss. In der Saison 2010/11 überstanden sie die in Brøndby ausgetragene Gruppenphase mit drei Siegen und 21:0 Toren, scheiterten aber wieder im Achtelfinale, diesmal am FC Everton, gegen den sie daheim mit 1:4 verloren und in Liverpool ein 1:1 erreichten. Ein Jahr später waren sie direkt für das Sechzehntelfinale qualifiziert. Hier trafen sie auf den belgischen Meister Standard Lüttich. Nach einem 2:0 in Lüttich, bei dem Nanna das zweite Tor erzielte, verloren sie zwar das Heimspiel mit 3:4, erreichten aber aufgrund der besseren Tordifferenz das Achtelfinale. Dort setzten sie sich mit 2:1 und 3:1 gegen den italienischen Vertreter Sassari Torres CF durch. Im Viertelfinale verloren sie dann beide Spiele mit 0:4 gegen den späteren Sieger Olympique Lyon. In der darauffolgenden Saison wr dann ihre erste Station das Sechzehntelfinale zugleich Endstation. Nach einem 0:2 in Norwegen bei Stabæk FK konnte Nanna beim 3:3 im Heimspiel zwar zweimal den Anschlusstreffer erzielen, das 3:3 reichte aber nicht zum Weiterkommen. Auch die Saison 2013/14 endete für Brøndby bereits im Sechzehntelfinale. Diesmal nach einem 0:0 in Spanien und einem 2:2 im Heimspiel gegen den FC Barcelona aufgrund der Auswärtstorregel. Nanna spielte in der Saison aber bei B93/HIK/Skjold. In der folgenden Saison war sie dann wieder für Brøndby dabei und kam in acht Spielen zum Einsatz. Im Sechzehntelfinale brauchten sie aber die Verlängerung um sich gegen den zyprischen Meister Apollon Limassol durchzusetzen, denn nach einer 0:1-Auswärtsniederlage stand es auch im Heimspiel 1:0 für den Gastgeber. In der Verlängerung konnten die Däninnen dann aber noch zwei Tore nachlegen. Danach stießen sie dann aber bis ins Halbfinale vor, wo sie allerdings gegen den späteren Sieger 1. FFC Frankfurt mit 0:7 und 0:6 unterlagen. 2015/16 war dann wieder im Sechzehntelfinale Schluss, wo nach einer 1:4-Niederlage gegen den tschechischen Meister Slavia Prag der 1:0-Heimsieg nicht ausreichte. Etwas besser lief es 2016/17, wo sie immerhin das Sechzehntelfinale gegen SKN St. Pölten mit einem 2:0-Auswärtssieg und einem 2:2 im heimischen Stadion überstanden. Im Achtelfinale verloren sie dann bei Manchester City mit 0:1 und lagen auch im Heimspiel nach 65 Minuten mit 0:1 zurück. Nanna konnte zwar zwei Minuten späten den Ausgleich erzielen, zu mehr reichte es aber gegen die mit englischen und schottischen Nationalspielerinnen bestückte Mannschaft nicht.
In der UEFA Women’s Champions League 2018/19 kam sie mit Brøndby bis ins Achtelfinale, wo sie nach einem 1:1 im Auswärtsspiel und einer 0:2-Heimniederlage gegen Lillestrøm SK Kvinner ausschieden. Auch 2019/20 war im Achtelfinale schluss, diesmal nach einer 0:2-Heimniederlage und einem 2:0-Auswärtssieg durch Elfmeterschießen gegen Glasgow City FC. Dabei hatte sie ihre Mannschaft in Glasgow mit 1:0 in Führung gebracht und im mit 1:3 verlorenen Elfmeterschießen als einzige Dänin getroffen. In der Qualifikation zur UEFA Women’s Champions League 2021/22 verlor sie mit Brøndby im Halbfinale der ersten Runde trotz Heimvorteil mit 0:1 gegen Kristianstads DFF.

### Nationalmannschaften
Am 11. April 2005 hatte sie ihren ersten Einsatz in der dänischen U-17-Mannschaft, mit der sie dann im Juli beim Nordic Cup 2005 den dritten Platz belegte. Einen Monat später spielte sie erstmals für die U-19-Mannschaft. Mit ihr nahm sie an der U-19-EM 2006 teil, bei der die Mannschaft im Halbfinale gegen Frankreich mit 0:1 unterlag. Mit acht Qualifikationstoren sorgte sie dann auch mit dafür, dass die U-19-Endrunde 2007 erreicht wurde. Hier war dann aber bereits in der Gruppenphase Endstation, wo sie unter anderem auf die spätere Weltfußballerin Nadine Keßler traf. In der Qualifikation für die U-19-Fußball-Europameisterschaft der Frauen 2008 kam sie nochmals zum Einsatz, das entscheidende Spiel gegen die Schottinnen verloren sie aber mit 1:2, so dass die Qualifikation für die Endrunde verpasst wurde. Damit endete ihre Zeit in der U-19-Mannschaft, für die sie in insgesamt 36 Spielen 22 Tore erzielt hatte. Sie ist damit Rekordnationalspielerin und zweitbeste Torschützin der dänischen U-19-Mannschaft.
Am 4. März 2009 kam sie beim Algarve-Cup im ersten Gruppenspiel gegen die USA dann zu ihrem ersten Einsatz in der A-Nationalelf, als sie in der 72. Minute für die zum damaligen Zeitpunkt 96-malige Nationalspielerin Cathrine Paaske Sørensen eingewechselt wurde. Nanna kam dann noch in zwei weiteren Turnierspielen, u. a. dem Spiel um Platz 3 gegen Weltmeister Deutschland zum Einsatz, das mit 1:0 gewonnen wurde, wurde aber auch dabei jeweils eingewechselt. Im April folgten dann zunächst noch zwei Spiele in der U-23-Mannschaft gegen Schweden, die aber beide verloren wurden. Am 19. Juli hatte sie dann beim 2:1 gegen Island ihren ersten Startelfeinsatz. Sie wurde dann auch für die EM 2009 nominiert, kam dort aber zu keinem Einsatz. Am 23. Januar 2010 erzielte sie dann bei einem Turnier in Chile gegen den Gastgeber ihre ersten beiden Länderspieltore durch die sie mit 2:1 gegen die Chileninnen gewannen.
Es folgten Einsätze in der Qualifikation für die WM 2011, die aber in den Playoffs gegen Schweden verpasst wurde, zwei Teilnahmen am Vier-Nationen-Turnier in Brasilien und der Qualifikation für die EM 2013, die erfolgreich verlief. Bei der EM-Endrunde kam sie aber nur zu einem 26-minütigen Einsatz gegen Finnland. In der wieder erfolglos verlaufenen Qualifikation für die WM 2015, in die sie als Gruppenfavorit gegangen waren, aber letztlich hinter der Schweiz, die sich erstmals qualifizieren konnte, und Island nur den dritten Platz belegte, kam sie zu sechs Einsätzen. Nachdem sie 2015 gänzlich ohne Länderspieleinsatz geblieben war, kam sie beim Algarve-Cup 2016, den die Däninnen als Siebte abschlossen in allen vier Spielen zum Einsatz. Es folgten Einsätze in der erfolgreich verlaufenden Qualifikation für die EM 2017 und beim Algarve-Cup 2017, den die Däninnen nach einem Sieg im Elfmeterschießen gegen Australien als Dritte abschlossen. Im Juni wurde sie dann für die EM-Endrunde 2017 nominiert. Bei der Endrunde stand sie erstmals im zweiten Gruppenspiel gegen die Niederländerinnen in der Startelf, wurde aber in der 64. Minute ausgewechselt. Im letzten Gruppenspiel gegen Norwegen wurde sie in der zweiten Minute der Nachspielzeit für die einzige Torschützin des Spiels Katrine Veje eingewechselt. Danach kam sie erst wieder im Finale zum Einsatz, als sie in der 82. Minute eingewechselt wurde, dem Spiel aber auch keine Wende mehr geben konnte.
In der anschließenden Qualifikation für die WM 2019 wurde sie in den sieben ausgetragenen Gruppenspielen und den beiden Playoffspielen gegen Europameister Niederlande eingesetzt. Durch zwei Niederlagen verpassten die Däninnen die WM-Endrunde. In der Qualifikation zur EM 2022 machte sie am 8. Oktober 2019 beim 2:0-Auswärtssieg gegen Georgien ihr 100. Länderspiel.
Am 11. November 2021 erklärte sie nach 112 Länderspielen ihren Rücktritt aus der Nationalmannschaft.

## Erfolge

### Vereine
- 2008, 2011, 2012, 2013, 2015, 2017 und 2019: Dänische Meisterin
- 2010, 2011, 2012, 2013, 2014, 2015, 2017 und 2018: Dänische Pokalsiegerin
- 2016/17 und 2018/19: Torschützenkönigin der 3F Ligaen[12]

### Nationalmannschaft
- Vize-Europameister 2017